# Bezmiâlem Sultan
Bezmiâlem Sultan o Vâlide Bezm-î Âlem Sultan (en turco otomano: بزم عالم سلطان‎; Ornamento del Mundo, Fiesta del mundo o Alegría del mundo; c. 1807 - 2 de mayo de 1853), también conocida como Bazimialam Kadın, fue consorte del sultán Mahmud II, y la primera según algunos historiadores. Valide Sultan de su hijo, el sultán Abdulmejid I del Imperio Otomano, desde su ascenso al trono en 1839 hasta su muerte en 1853. Bezmiâlem Sultan es recordada también por ser una de las últimas madres de un sultán Otomano en ostentar el título de Valide Sultan y fungir como directora del Harem imperial.

## Primeros años
Bezmiâlem Kadın, llamada también Bazimialam (Dependiendo del idioma o asentó), su nacimiento se registra en 1807 en Georgia y su nombre de nacimiento pudo haber sido Suzi. La joven había sido educada por Esma Sultan, media hermana de Mahmud II y su consejera favorita, y se decía que era rolliza o una cariye y asistente de baños antes de ingresar al harén imperial. Poseía un rostro hermoso y unas manos extraordinariamente blancas y hermosas. Se la consideraba realmente inteligente y estratega, aunque no tenía una educación formal. Se convirtió en consorte del sultán Mahmud en 1822 y recibió el título de "Tercer Kadın" y, en 1832 tras la muerte o destitución de la segunda consorte, recibió el título de "Segundo Kadın". El 25 de abril de 1823 dio a luz a su único hijo y futuro sultán, Şehzade Abdulmejid (luego Abdulmejid I).

## Como Valide Sultan

### Primeros años
Bezmiâlem se convirtió en la Valide Sultan a la edad de 31 a 32 años, después del fallecimiento del sultan Mahmud II y que su hijo Abdulmejid I ascendiera al trono en 1839. Una fuente dice que Mahmud murió de alcoholismo, en lugar de tuberculosis, se dice que la Valide convenció a Abdulmejid de destruir la casa de su padre (bodegas de vino). Como su hijo tenía sólo dieciséis años, Bezmialem, a quien Abdumejid amaba mucho, lo asistía en la administración del estado. Esta no era regente, pero acompañó siempre a su hijo en los asuntos internos y externos.
Tenía 31 años y todavía era lo suficientemente joven como para despreciar y desconfiar del anciano no estadista que se había hecho ministro. Era conocida por su tez extremadamente pálida y su cabello rubio rojizo (Podría decirse que era pelirroja yendo a anaranjado). Era esbelta, con dedos muy bonitos. La entonces Valide lucía pálida y joven a inicios de su reinado y ascenso al trono de su único hijo. Bezmiâlem lucía jovial cuando se convirtió en Valide Sultan. Aconsejó a su hijo que permitiera que Koca Hüsrev Mehmed Pasha incurriera en el odio de buscar términos de Muhammad Ali de Egipto, pero lo incitó a resistir los intentos del Gran Visir de promover a sus candidatos a importantes cargos del estado. Abdulmejid jugó debidamente por el tiempo, esperando el regreso de Mustafa Reşid Pasha, de Inglaterra antes de tomar cualquier decisión importante sobre la política. Ella dio un buen consejo a su hijo. Tan astuto era su juicio sobre los hombres y sus motivos que siguió influyendo en la elección de los ministros hasta poco antes de su muerte, catorce años después. También recomendó a Reşid a Abdulmejid, porque creía que él entendía lo que el difunto sultán Mahmud había estado tratando de lograr en su intenso programa de reforma. Ella influyó en los nombramientos de los ministros de su hijo (especialmente en los miembros del consejo y el gran visir), invitándolo a desconfiar especialmente de los hombres viejos pero inexpertos que buscaban su favor. La Valide fue una gran partidaria de las reformas de su hijo y admiradora de Europa, su juicio astuto y objetivo fue muy apreciado por su hijo el sultán, quien la consultó regularmente cada asunto y disputa que ocurriera en el imperio y el estado otomano, hasta su fallecimiento en 1853.
En 1842 el sultán Abdülmecid su hijo, ordenó nuevos apartamentos (Aposentos), para su madre en el Palacio de Yildiz, en ese entonces la sultana contaba con 35 años. Amueblados y decoraciones al estilo francés, que en ese entonces estaba de moda en el Imperio Otomano, aquellos apartamentos tomaron el nombre de Pabellón Kasr-i Dilküşa (Pabellón del corazón feliz) y solo se completaron después del fallecimiento de Bezmiâlem. Charles White informó en 1844 que los ingresos y ganancias de Bezmiâlem provenían en gran parte como una anualidad de la lista civil y en parte de bienes inmuebles, "los frutos de las donaciones y la acumulación". Calculó sus ingresos anuales en 100.000 libras esterlinas.
Bezmiâlem tenía un carácter y personalidad tranquila y serena, era una dama de profunda convicción religiosa y naturaleza benévola. La entonces valide sultan pertenecía a los Naqshbandi, una importante orden espiritual sunita del sufismo. Era creyente y seguidora del indio Muhammad Jan (fallecido en 1850). Muhammad Jan estuvo activo a partir de la década de 1830 y logró ganar muchos seguidores en Estambul. También enseñó los principios ortodoxos de Naqshbandi a Abdulmejid.
La entonces Valide Sultan, favoreció a las circasianas georgianas como ella al elegir consortes para su hijo, aquellas mujeres eran de gran belleza e inteligencia según algunos escritos.
Bezmiâlem se ganó a pulso la reputación de ser una mujer inteligente, amable y caritativa, también se ganó el afecto del pueblo y estuvo entre las Sultanas Madres (Valide sultan) más queridas y respetadas de la historia. Además, algunos embajadores se refirieron a ella como la Valide Sultan más influyente en siglos.

### Influencia sobre Abdulmejid
Bezmiâlem ejerció una gran influencia considerable sobre Abdulmejid. Tanto su posición dominante en el harén ante las concubinas y consortes de su hijo, como su posición especial con respecto a su hijo se muestran en las cartas que le escribió cuando estaba de viaje en Anatolia en 1850. Ella cuenta cómo su familia lo vio irse. A menudo escribía cartas a su hijo, cuya mala gramática revelaba su origen humilde y su pobre educación formal (Cosa que ella jamás le avergonzó y demostró con orgullo), su hijo le respondía en persona y no a través de intermediarios (Ya que a este no le gustaba que alguien le dijese algo ofensivo a su madre). El sello personal de Bezmiâlem decía: Devletlü, ifetlü Valide Sultan-ı âlişan Hazretleri (Su Excelencia, Su Majestad la casta y honrada Valide Sultan), mientras que un segundo sello de la sultana, era más elaborado, y decía en turco otomano decía: Muhabbetten Muhammed oldu hâsılhammed Muhabbetten oldu hâsılhammed Muhabbetten old Hâmâmâmuza. Cuando Abdülmecid se fue de Estambul dejó el mandato y la gestión de la capital a su madre.
En otras ocasiones, las Kadıns de su hijo, todas preguntaban por él; cartas en donde decían que ella misma había llevado a los niños al baño; que todos oraron por él. Quería noticias de su salud. Ella personalmente había repartido la tela que él sultán le había enviado a sus Kadıns, a sus hermanas y a su hermano. Ella escribió sobre el nacimiento de dos hijos gemelos a uno de sus ikbals, y finalmente cartas de alegría hablando sobre el regreso del sultán y de los preparativos para su regreso.

### Patrona de la arquitectura
Al igual que otras mujeres y Valides otomanas influyentes tanto en los reinados de sus hijos como en el pueblo y su bienestar, Bezmiâlem fue un pilar importante en la construcción y creaciones de mecenas de las artes y la arquitectura. En 1845, encargó un puente de madera en el Cuerno de Oro, conocido como Cisr-i Cedid (Puente Nuevo) y Puente Valide. El mismo año, encargó el hospital, la fuente y una mezquita "Gurebâ-yi Müslimîn" en Yenibahçe. También construyó otro hospital "Gurebâ-yi Müslimîn" en La Meca.
Bezmiâlem encargó una gran cantidad de Çeşmes (fuentes) en todo Estambul, tanto en el interior de la provincia como fuera de esta. La primera se construyó en Beşiktaş-Maçka en 1839, justo después de que su hijo ascendiera al trono. La segunda fue construida en 1841 en el barrio Uzunyusuf de Silivrikapı. La tercera, conocida como la "Fuente de Ülçer", se construyó en el barrio de Ülçer de Sultanahmet en 1843. Ese mismo año construyó otra fuente en Topkapı. En 1846, se construyó otra fuente en el barrio Cihannüma de Beşiktaş. Entre los años de 1852 y 1853, se construyó otra fuente en Tarabya. Se construyeron otros dos en Alibeyköyü, y cerca de la Torre de Gálata conocida como la "Fuente de Bereketzade".
La Valide también reparo la fuente de Abdullah Agá en Silivrikapı en 1841, también reparo otra fuente en Kasımpaşa también en 1841 y la fuente de Mehmed el Conquistador en Topkapı en 1851. También encargó tres Sebils (Que también significa fuente), dos en Medina (Que actualmente queda en el territorio que ahora es Arabia Saudí); uno en el camino a la tumba de Hamza ibn Abdul-Muttalib, y otro en 1851 cerca del mencionado, fuera de la Puerta de Damasco, en las cercanías del llamado Sebil Bahçesi. Una tercera fue construida en el patio del santuario de Husayn ibn Ali en Karbala.

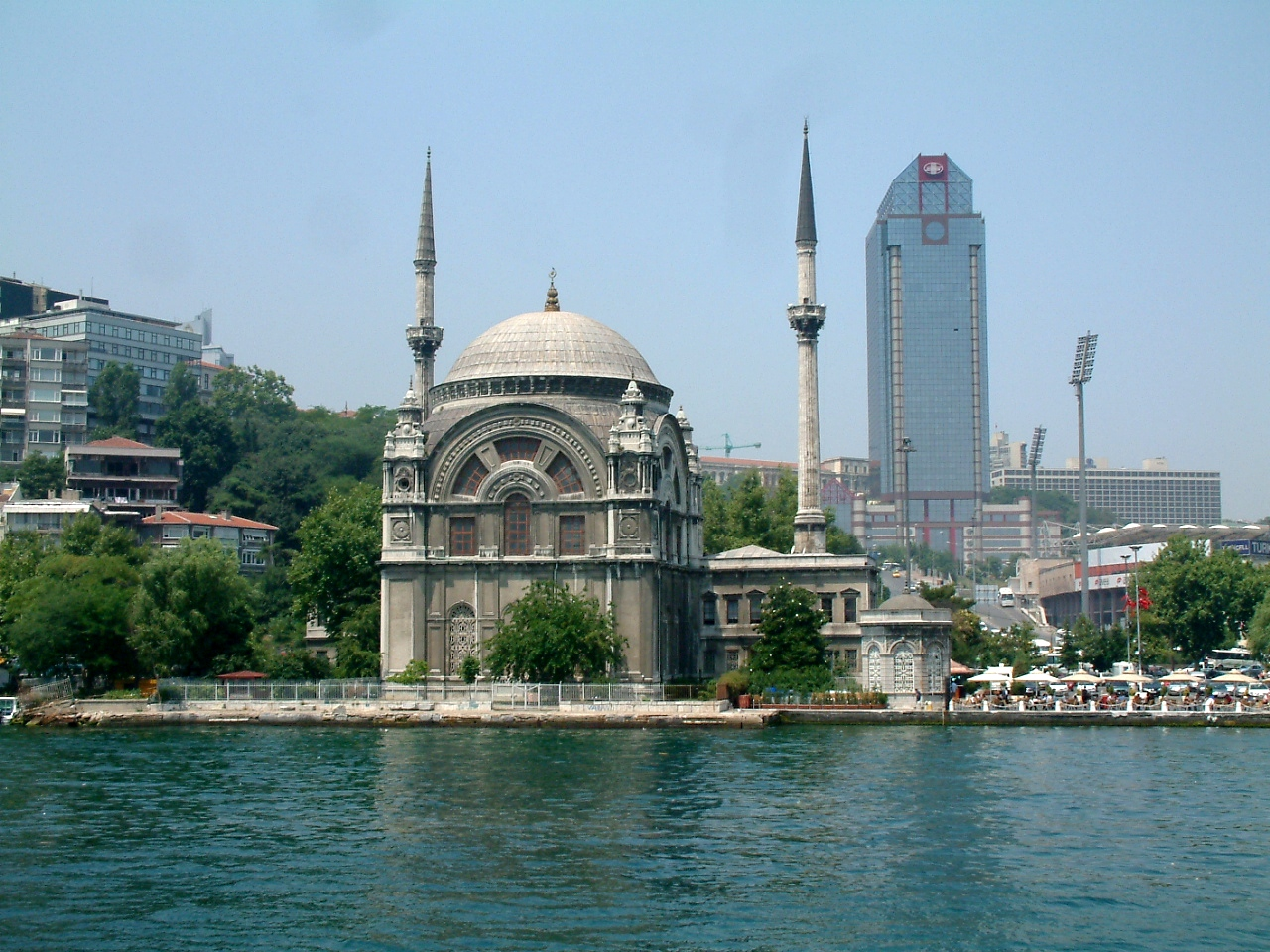
Mezquita Dolmabahçe de Bezmiâlem Sultan.

En 1850, Bezmiâlem fundó la Dârülmaârif (Escuela Valide), cerca del mausoleo de su marido, el sultán Mahmud. Era una institución que fue preparaba para la instrucción de funcionarios tanto para cargos gubernamentales en el imperio o fuera de él, como para la demanda de Dârülfünun. También estableció una imprenta de litografía en esta escuela y donó 546 volúmenes de valiosos libros de escritura a su biblioteca de autores franceses, incluidos Hugo, Lamartine, Baudelaire y Flaubert. Desde 1933, la Escuela secundaria de niñas de Estambul continúa su educación en esta escuela. También se abrió una escuela primaria cerca de ella. También fundó otra escuela en Beykoz y otra escuela primaria en 1841 en el barrio Akşı de Edirnekapı Molla.
Bezmiâlem también fundó la Mezquita Dolmabahçe cerca del Palacio Dolmabahçe palacio emplazado en Estambul. esta mezquita después de la muerte de la Valide Sultan, Abdülmecit I, su hijo, siguió financiando la construcción del edificio hasta su finalización en 1855. Garabed Balyan y su hijo Nigoğayos Balyan fueron los encargados de disañar los planos de la mezquita. El elaborado edificio consta de una sala de oración con una pequeña pero elevada cúpula que está precedida por un extenso pabellón de aspecto verdaderamente palaciego. La arquitectura es neoclásica de cabo a rabo, con los dos minaretes diseñados como columnas corintias hasta sus balcones. La construcción de la mezquita comenzó antes de su muerte y se completó después de su muere.

## Muerte
Bezmiâlem Sultan falleció en el Palacio Beşiktaş  el 2 de mayo de 1853, lamentablemente de tuberculosis que entonces estaba causando estragos en Estambul y fue enterrada en el mausoleo de su esposo el Sultan Mahmud II ubicado en la calle Divanyolu, Estambul, su hijo lamentó su muerte y lloró durante varios días.

Su hijo Abdülmecid la honró a su madre con un magnífico funeral, que costó 79.000 kuruş, una gran fortuna para la época en ese entonces, y bien descrito por Sir Adolphus Slade en su Turquía y la guerra de Crimea: una narración de eventos históricos (1867):
Gritos femeninos al amanecer en el palacio de Beshik-tash, una mañana de principios de mayo, anunciaron su luto [de Abdülmecid I] a los guardias y caiks que pasaban, y saludaron al cuerpo que a esa hora temprana estaba siendo transportado al imperio caik, seguido por otros caiks con el séquito de la difunta dama [Bezmialem], a la antigua casa de fieras. Estaba allí lavado y perfumado según la costumbre, y acostado sobre un ataúd cubierto con ropas de oro y plata. Precedido por incensarios y coristas, lo sacaron del interior del palacio y lo colocaron a la sombra de los árboles en el patio central durante unos minutos, mientras el imán de la corte recitaba una oración por las almas de los muertos. Durante su recital, los espectadores, quitándose las zapatillas, permanecieron de pie sobre las suelas boca abajo:
Luego se formó la procesión. Los pachás militares a caballo, en fila india, flanqueados por sus palafreneros y los tchiaushe a pie, encabezaban la marcha, seguidos por un cuerpo compacto de derviches árabes que cantaban vigorosamente. Luego, tres dignatarios legales cabalgaron, también en fila india, los cazi-indagadores de Europa y Asia con el evcaf nazir. Un cuerpo de Khamedes (sirvientes reales) marchó más tarde en orden. Entonces los ministros de Estado cabalgaron en fila india; los tres últimos son el Capitán Pasha, el Scheick ul Islam y el Gran Visir. Tras ellos cabalgaba un cuerpo de eunucos del sultán, cuyo líder, el kislar agasi, un anciano nubio de aspecto melancólico, precedía inmediatamente al cuerpo. Los eunucos de los difuntos, esparciendo monedas de plata recién acuñadas entre la multitud, cerraron la procesión. Mientras la procesión pasaba por las calles, flanqueada a intervalos por tropas, numerosos espectadores en los espacios abiertos sollozaban en voz alta; y aunque las orientales siempre tienen lágrimas y sonrisas a la orden, las derramadas en esta ocasión fueron sinceras, pues el sexo había perdido ese día a un abogado, el pobre amigo.

La procesión se detuvo frente al jardín del mausoleo de Mahmoudieh, donde, en una pendiente elevada, los niños de las escuelas adyacentes se alinearon, cantaron himnos y, reformando a pie, avanzaron a través de puertas doradas y jardines de rosas, lentamente hacia la tumba. Cuando sus portales se abrieron, las mujeres del valeh se reunieron en el interior del edificio para rendir el tributo final de respeto a su amable señora pronunciado, triste y quejumbroso; se mezclan, extrañamente armoniosos, con los cantos de los derviches y los relinchos de los caballos conducidos. El cuerpo fue enterrado junto al del sultán Mahmoud II.

## Descendencia
Como consorte imperial Bezmiâlem tuvo un solo hijo con Mahmud II:
- Sultan Abdulmejid I (25 de abril de 1823 - 25 de junio de 1861, enterrado en la mezquita de Yavuz Selim, Fatih). 31º Sultán del Imperio Otomano.